# Désiré van Monckhoven
Désiré Charles Emanuel van Monckhoven (Gand, 25 settembre 1834 – Gand, 1882) è stato un chimico, inventore e ottico belga.
Scrisse anche molti libri di fotografia e di ottica fotografica. Le sue opere francesi originali furono successivamente tradotti in inglese e in altre lingue

## Biografia
Nel 1862, conseguì il titolo di dottore di scienze presso l'Università di Gand, nella regione fiamminga del Belgio. A 18 anni pubblicò il Traite populaire de photographie sur collodion; presentò l'ingranditore dialitico e nel 1864 apportò migliorie alla camera solare di David Acheson Woodwardm utilizzata per gli ingrandimenti fotografici. Monckhoven studiò anche ottica fotografica, pubblicando Photographische Optik nel 1866. Nel 1867 si trasferì a Vienna e fondò uno studio con il fotografo ritrattista Rabending prima di tornare a Gand nel 1870. Qui costruì un laboratorio dove svolse esperimenti sulla maturazione della gelatina al bromuro d'argento. Instruction sur le procede au gelatino-bromure d' argent fu pubblicato nel 1879, e Du gelatino-bromure d' argent nel 1880. 

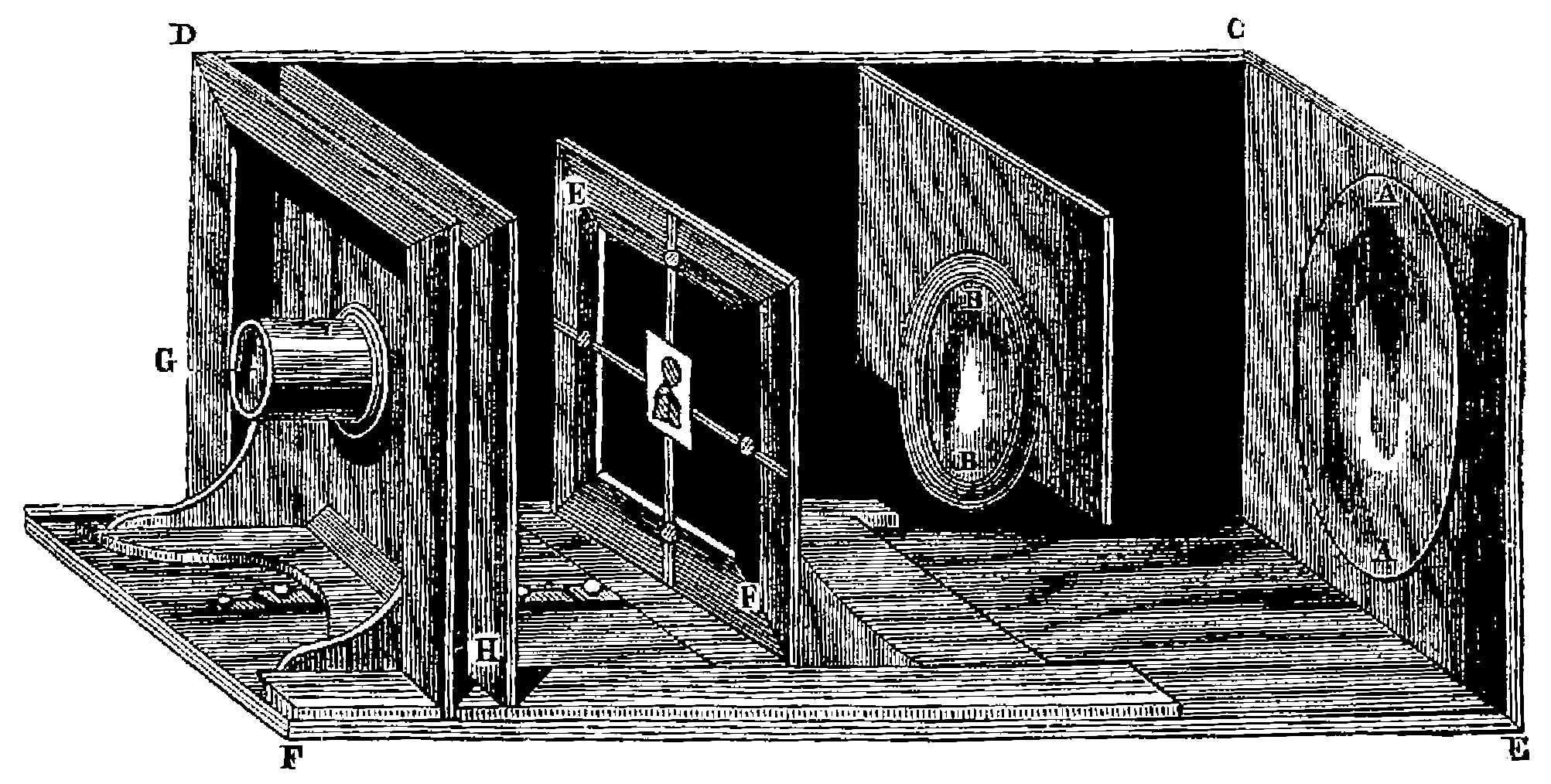
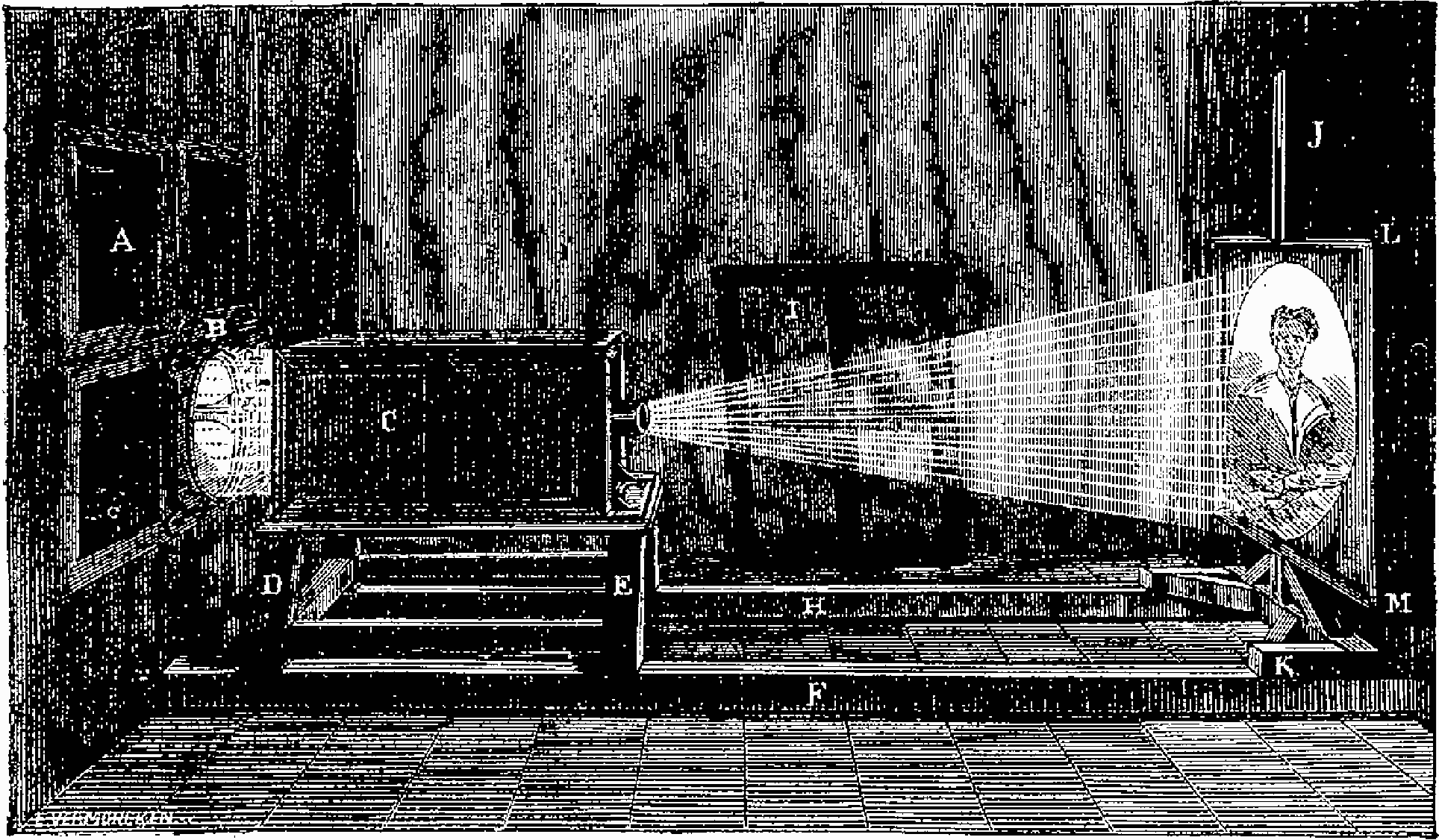
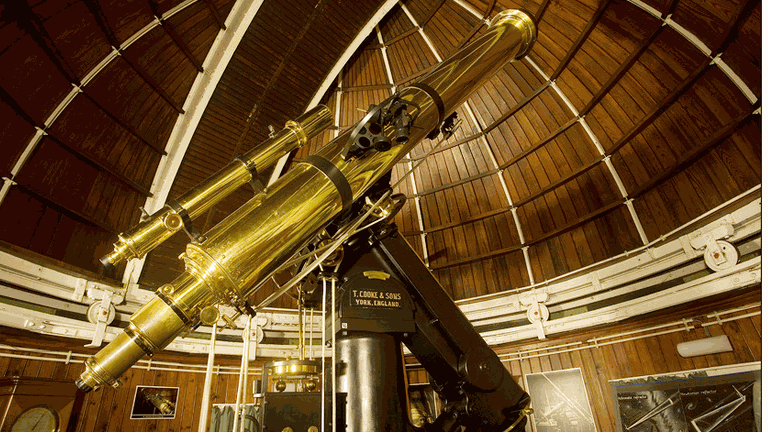

## Opere principali
- 1857 – Méthodes simplifiées de photographie sur papier. Paris: Marion. OCLC 16973778
- 1858 – Procédé nouveau de photographie sur plaques de fer: et notice sur les vernis photographiques et le collodion sec. Paris: A. Gaudin. OCLC 7011879
- 1862 – Traité populaire de photographie sur collodion. Paris: Lieber. OCLC 17454826
- 1863 – A Popular Treatise on Photography: also A description of, and remarks on, The stereoscope and photographic optics (tr. W.H. Thornthwaite) London: Virtue Brothers. OCLC 17368038 guarda excerpt transcription
- 1867 – Photographic Optics; Including the Description of Lenses and Enlarging Apparatus. London: Robert Hardwicke. OCLC 5332903 – reprinted by Arno Press, New York. ISBN 978-0-405-09624-2 OCLC 4642259